# Javier Güémez
Javier Güemez López (Culiacán, 17 oktober 1991) is een Mexicaans voetballer die bij voorkeur als centrale middenvelder speelt. Hij tekende in 2015 bij Club América. In 2014 debuteerde Güemez voor Mexico.

## Clubcarrière
Güemez begon zijn carrière bij het plaatselijke Dorados. In 2013 maakte hij de overstap naar Club Tijuana.
Op 10 augustus 2013 debuteerde hij voor zijn nieuwe club tegen Pumas UNAM. Op 1 september 2013 maakte de centrale middenvelder zijn eerste treffer voor Club Tijana tegen Jaguares de Chiapas. In twee seizoenen speelde hij 65 competitiewedstrijden voor de club. Op 5 juni 2015 werd Güemez verkocht aan Club América.

## Interlandcarrière
Op 10 oktober 2014 debuteerde Güemez voor Mexico in de vriendschappelijke interland tegen Honduras. Hij viel na 67 minuten in voor Antonio Ríos. Twee dagen later mocht hij opnieuw meedoen tegen Panama.